# La Baignoire
 (novembre 2017).
Si vous disposez d'ouvrages ou d'articles de référence ou si vous connaissez des sites web de qualité traitant du thème abordé ici, merci de compléter l'article en donnant les références utiles à sa vérifiabilité et en les liant à la section « Notes et références ».
La Baignoire est un roman de l'écrivain sud-coréen Lee Seung-u publié en 2006.

## Résumé
Tout au long du roman, Lee Seung-U s’adresse directement au lecteur, en l’assimilant au personnage principal de l’histoire, tout en s’exprimant comme s’il se parlait en fait à lui-même.